# Graeme Le Saux
Graeme Pierre Le Saux (Saint Helier, 17 ottobre 1968) è un ex calciatore inglese, di ruolo difensore.

## Carriera

### Club
Ha iniziato la sua carriera professionistica nel Chelsea, dove ha giocato dal 1987 al 1993, scendendo in campo 90 volte e siglando 8 gol. Dal 1993 al 1997 ha giocato nel Blackburn, prima di tornare ancora una volta al Chelsea. Nel 2003 si era trasferito al Southampton, dove aveva chiuso la carriera nel 2005, salvo poi riprenderla momentaneamente nel 2012, accasandosi al Wembley.

### Nazionale
Essendo nato nell'isola di Jersey era convocabile per la Nazionale inglese; con essa disputò, tra il 1994 ed il 2000, 36 partite nel corso delle quali segnò una rete.

## Palmarès

### Club

#### Competizioni nazionali
- Second Division: 1

Chelsea: 1988-1989
- Full Members Cup: 1

Chelsea: 1989-1990
- Campionato inglese: 1

Blackburn Rovers: 1994–1995
- Coppa di Lega inglese: 1

Chelsea: 1997-1998
- Coppa d'Inghilterra: 1

Chelsea: 1999-2000
- Charity Shield: 1

Chelsea: 2000

#### Competizioni internazionali
- Coppa delle Coppe: 1

Chelsea: 1997-1998
- Supercoppa UEFA: 1

Chelsea: 1998